# Санта Фе експрес
Санта Фе експрес је 18. епизода стрип серијала Кен Паркер објављена у Лунов магнус стрипу бр. 806. Изашла је 1989. године. Имала је 94 стране и коштала 1.400 динара. Епизоду је нацртао Ђ. Алесандрини, а сценарио написао Ђанкарло Берарди. За насловну страну је узет оригинални Милацов цртеж за оригиналну епизоду.

## Оригинална епизода
Оригинална епизода објављена је у Италији у јануару 1979. године под истим насловом. Издавач је била италијанска кућа Cepim. Коштала је 500 лира.
У бившој Југославији, одн. Србији, ова епизода је објављена мимо оригиналног редоследа. По редоследу Лунов Магнус стрипа, она је требало да буде објављена 1982. године, после ЛМС-493. Редакција Дневника је ову епизоду објавила тек 1989. године, при самом крају серијала, као једну од последњих епизода у едицији.